# Ammit

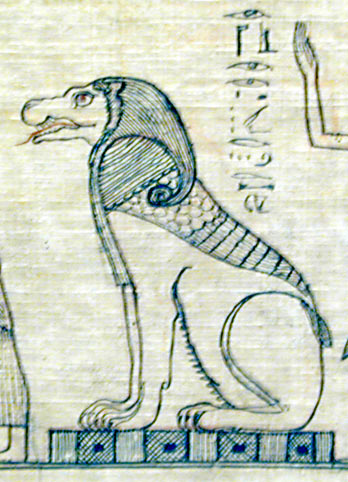
Ammit op Papyrus uit de late Tijd

Ammit of Ammut was in de Egyptische mythologie de personificatie van goddelijke vergelding voor alle zonden die iemand gepleegd had tijdens zijn leven. Zij woonde in de Hal van Ma'at, in de onderwereld, Duat, nabij de weegschaal van rechtvaardigheid, waar de harten van de doden gewogen werden door Anubis tegen de Ma'at, het principe van waarheid en gerechtigheid. De harten van diegene die de test niet haalden werden aan Ammut gegeven om te verslinden, en hun zielen mochten Aaloe niet binnentreden. Zo moesten zij tot in de eeuwigheid rusteloos ronddwalen, aldus een tweede dood stervend. Volgens sommige verhalen zouden ze zijn onthoofd door de beul van Osiris, Shesmoe.
Ammit werd niet vereerd, en werd nooit beschouwd als godin. In plaats daarvan belichaamde zij de angsten van alle Egyptenaren, onder de dreiging van eeuwige rusteloosheid als zij niet het principe van de Ma'at volgden. Daarom is Ammit afgebeeld met het hoofd van een krokodil, de voorzijde van haar lichaam van een leeuw of luipaard, en met haar rug in de vorm van een nijlpaard, een combinatie van wat de oude Egyptenaren beschouwden als de gevaarlijkste dieren. Zij wordt vaak beschreven als demon, maar in feite is ze een goede macht omdat zij het slechte vernietigt.
Haar rol komt terug in haar naam, die betekent Verslinder of, nauwkeuriger en minder eufemistisch, Botten-eter, en haar titels als Verslinder van de doden, Verslinder van miljoenen (Am-heh in het Egyptisch), Eter van harten en Grootheid van de dood.
Ammit wordt ook vergeleken met meerdere goden. Bijvoorbeeld Toëris/Taweret, een woest vleesetend nijlpaard dat vergelijkbare fysieke kenmerken heeft, als metgezel van Bes. Zij hield iedereen van het slechte leven. En ook met Sekhmet, de woeste leeuwingodin. Zij dronk ook bloed en was de godin van de oorlog.